# 香港海上救援協調中心
香港海上救援協調中心（英語：Hong Kong Maritime Rescue and Coordination Centre）隸屬於海事處港口管理科搜索救援組，負責於香港海域發生事故時，作為海事處與其他香港政府部門及相關機構，以至中國大陸及外國的單位聯絡以及協調的一道橋樑，以管理及指揮各個單位進行水底搜索、搜索及拯救及潛水拯救任務。
由於香港政府具備有進行水底搜索、搜索及拯救及潛水拯救技能的部門，故此香港亦履行國際上的義務，負責香港海事搜索及救援區域 ，亦即是南中國海北部，北緯10度以北、東經120度以西的範圍內（包括了部份其他國家領海的12海里外）。